# Districte de Basarabeasca
El districte de Basarabeasca (en romanès Raionul Basarabeasca) és una de les divisions administratives de la República de Moldàvia. La capital és Basarabeasca. L'u de gener de 2005, la població era de 29.000 habitants.